# Hisashi Ōhashi
Hisashi Ōhashi (jap. 大橋 尚志, Ōhashi Hisashi; * 1. Dezember 1996 in der Präfektur Ibaraki) ist ein japanischer Fußballspieler.

## Karriere
Hisashi Ōhashi erlernte das Fußballspielen in der Jugendmannschaft der Kashima Antlers. Hier unterschrieb er 2015 auch seinen ersten Profivertrag. Der Verein aus Kashima, einer Stadt in der Präfektur Ibaraki, etwa 100 km von Tokio entfernt, spielte in der höchsten Liga des Landes, der J1 League. Mit dem Verein wurde er 2016 japanischer Fußballmeister und gewann den Kaiserpokal. 2017 wechselte er zum Zweitligisten Zweigen Kanazawa nach Kanazawa. Für Zweigen stand er 144-mal in der zweiten Liga auf dem Spielfeld. Im Januar 2022 wechselte er nach Saitama zum ebenfalls in der zweiten Liga spielenden Ōmiya Ardija. Am Ende der Saison 2023 musste er mit dem Verein als Tabellenvorletzter in die dritte Liga absteigen. Nach dem Abstieg verließ er den Verein und schloss sich im Januar 2024 dem Viertglissten Veertien Mie an. Für den Verein aus Kuwana bestritt er zwanzig Ligaspiele. Nach einer Spielzeit wechselte er im Januar 2025 zum Drittligisten Matsumoto Yamaga FC.

## Erfolge
Kashima Antlers
- Japanischer Meister: 2016
- Japanischer Pokalsieger: 2016